# モーニングコール
モーニングコール（和製英語: morning call、英: wake-up call）は、一般的には朝に起床することを目的として、主にホテルや旅館などで指定した時間に自分の客室へ電話をかけてもらうサービスである。
宿泊する客室に設置された電話から係員に直接申し込む方法や、プッシュホンで時間を指定する方法がある（指定時刻にコンピュータが客室に電話を入れる）。また客室への目覚まし時計の設置に伴い、モーニングコールのサービスを行わない宿泊施設も増えている。